# 顿斯科伊区
顿斯科伊区是莫斯科南行政区的一区，面积5.73平方公里，人口51,291人。沙博洛夫卡站、列宁大道站、上科特雷站和克里米亚站位于此区内。